# 25 décembre 1926
Le 25 décembre 1926 est le 359e jour de l’année 1926 du calendrier grégorien. Il s’agit d’un samedi.

## Événements
- À la suite du décès de Taishō Tennō, Hirohito devient empereur du Japon et ouvre ainsi l'Ère Shōwa. Il s'agit du plus long règne de l'histoire japonaise : il dure jusqu'au 7 janvier 1989.

## Art et culture
- Sortie de La Chair et le Diable de Clarence Brown. Ce drame à succès contribue à lancer la carrière américaine de Greta Garbo.

## Naissances
- Enrique Jorrín, violoniste cubain
- Serge Bouillon, comédien et metteur en scène de théâtre français
- Lode Campo, entrepreneur belge
- José Balarello, homme politique français
- Jacqueline Noëlle, actrice française

## Décès
- Taishō Tennō, empereur du japon
- Giulio Adamoli, ingénieur et patriote italien